# Sigesbeckia orientalis
Espèce
Classification phylogénétique
Sigesbeckia orientalis est une espèce de plantes à fleurs de la grande famille des Asteraceae ou Compositae (Astéracées ou Composées)
C'est une plante herbacée. De par son nom, il semble qu'elle soit d'origine asiatique.

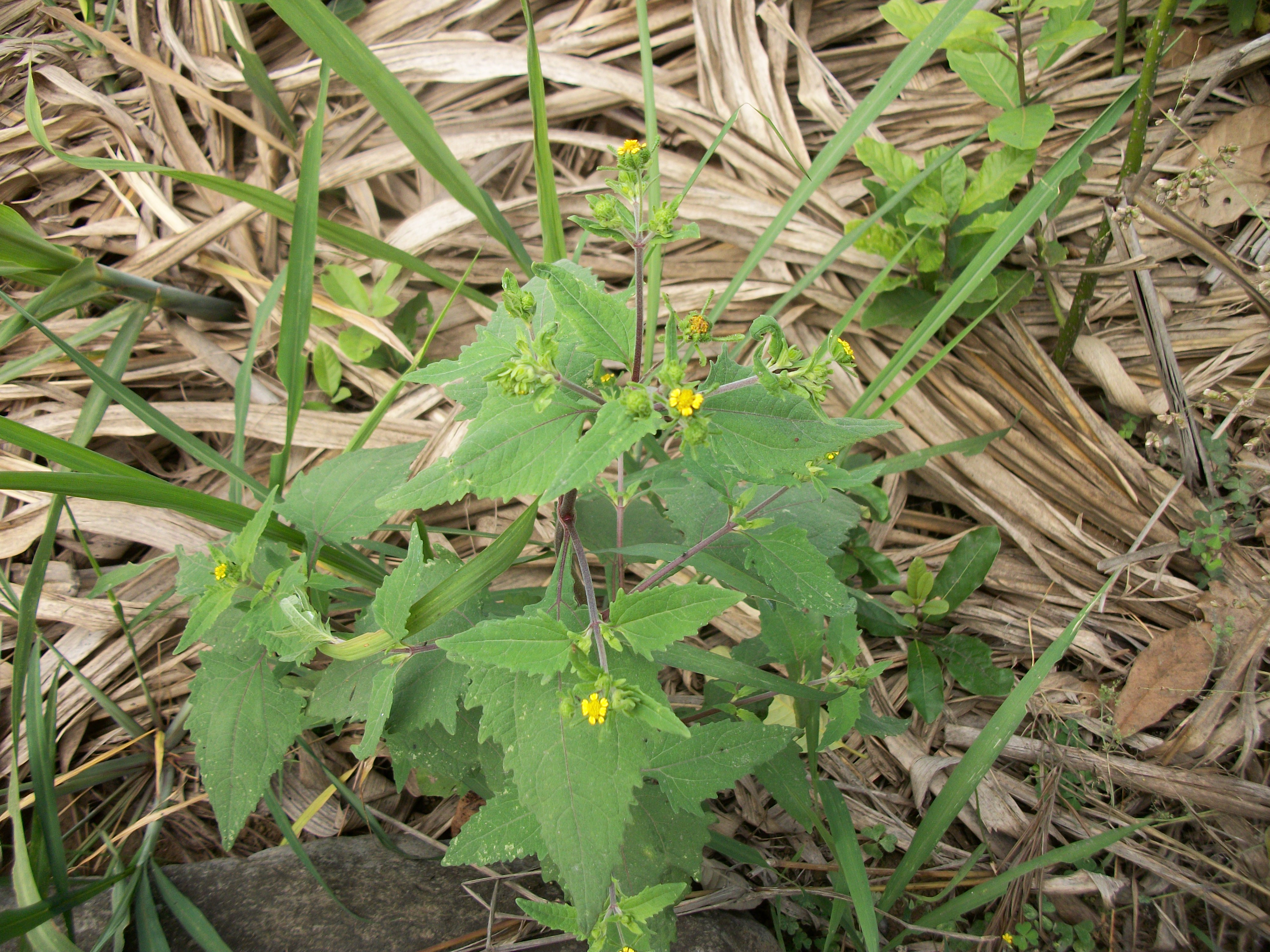
Sigesbeckia orientalis.

## Dénomination
Sigesbeckia orientalis L. est le nom donné par Carl von Linné.
Synonymes : Sigesbeckia serrata DC., Sigesbeckia jorullensis H.B.K.

### Noms vernaculaires
Colle-Colle, Guérit-vite, Souveraine, Herbe-grasse . Ainsi qu'herbe divine, col-col, herbe colle-colle, herbe Saint-Paul et en anglais Common St. Paul’s Wort, Indian Weed,.
Les appellations sont diverses et variées : herbe de Flacq à l'Ile Maurice, tandis qu'à La Réunion elle est plus connue sous les appellations d'herbe Saint-Paul, col-col ou herbe colle-colle.

## Description

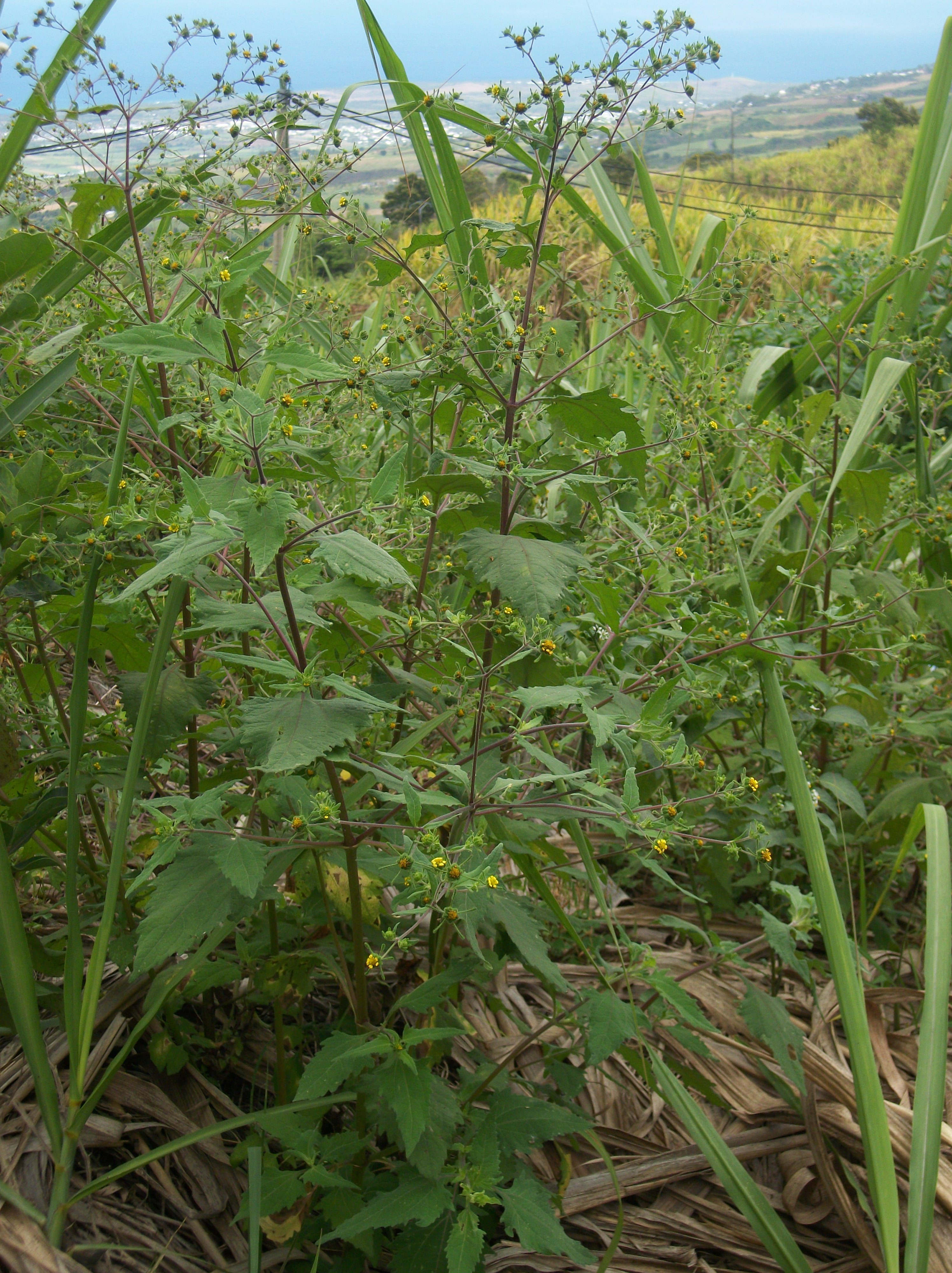
Hauteur moyenne.

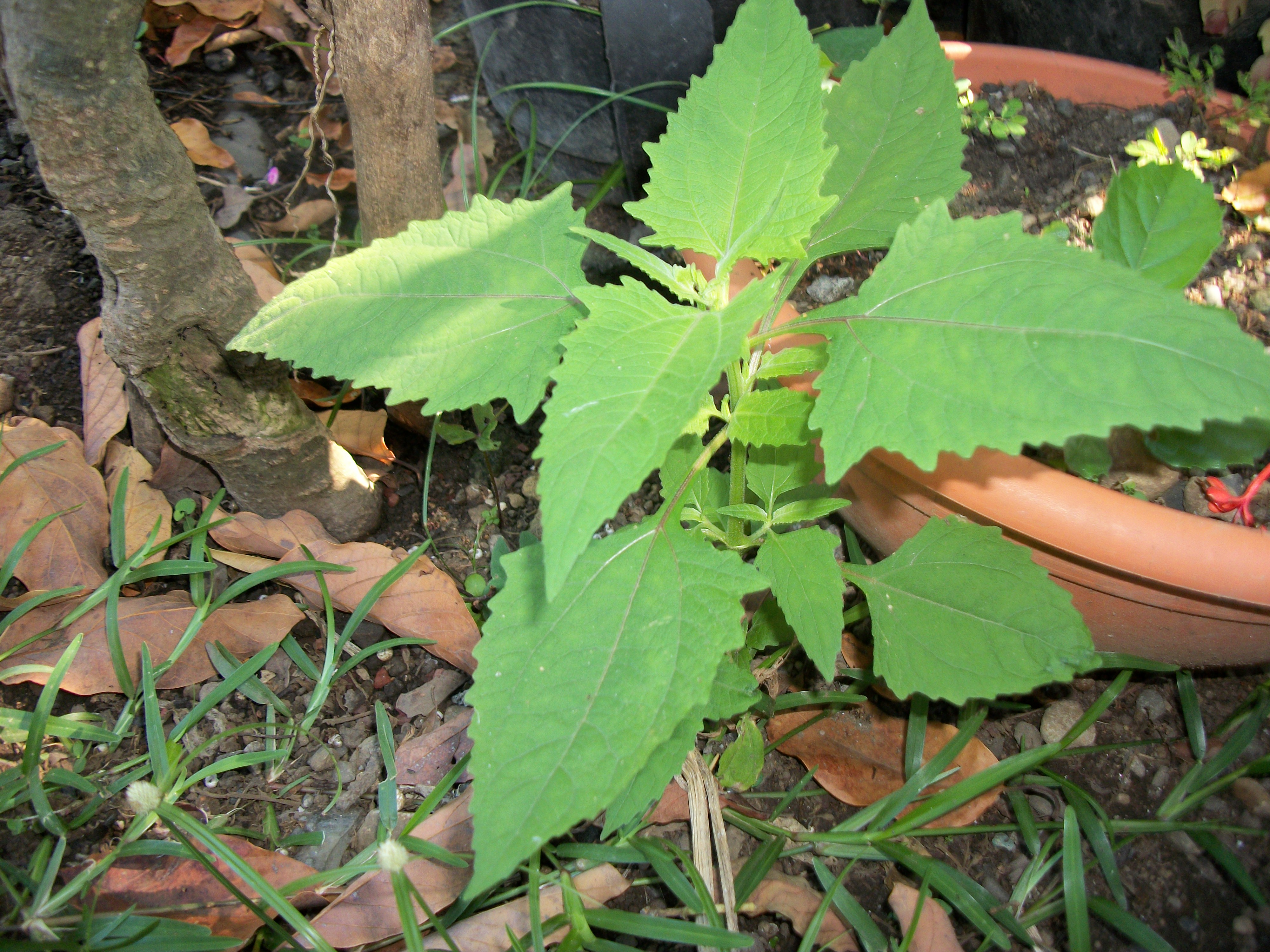
Feuilles dentelées.

La hauteur de cette herbe varie de 0,30 cm à 0,60 m. Sa racine est pivotante et cylindrique ; ses tiges sont rougeâtres, rudes au toucher, et velues. Ses feuilles triangulaires sont dentées et veloutées. Les fleurs de couleur jaune clair à tendance rougeâtre, sont petites et composées.
Sigesbeckia orientalis est une espèce zoochore, ce qui signifie que ses semences s'accrochent aux vêtements, à la toison des animaux... comme de la glu. C'est d'ailleurs pour cette raison qu'on la surnomme, à La Réunion notamment, « Herbe colle-colle ».

## Culture / Localisation
D'abord introduit à l'île de la Réunion, Sigesbeckia orientalis s'est peu à peu naturalisé.
On le trouve un peu partout sur les bords des chemins et les sols riches en humus.
Il fleurit toute l'année, en somme on peut en cueillir quand on en a besoin.
C'est une espèce à cycle court (annuelle).

## Utilisation
La pharmacopée française n'a pas réglementé le statut de cette plante. La pharmacopée chinoise la considère même comme une plante  légèrement toxique[réf. nécessaire]. Pourtant, il s'agit aux dires de certains d'une plante médicinale aux propriétés reconnues scientifiquement :
- anti-inflammatoire ;
- anti- hypertensive ;
- détoxifiante ;
- soulage les démangeaisons ;
- asséchante et cicatrisante, d'après la Société Pierre Fabre, le Sigesbeckia orientalis agit efficacement contre les plaies, blessures et maladies de peau diverses telles que : dermatoses, ulcères, dartres, herpès, syphilis...

Plus traditionnellement, on l'utilise :
- par voie externe pour :
  - traiter les plaies et maladies cutanées (eczémas, psoriasis, bourbouille...),
  - traiter les problèmes liés au cuir chevelu,
  - traiter les affections buccales ;
- par voie interne pour :
  - traiter les maladies infantiles comme le « tambave »,
  - rafraichir le corps,
  - contre la goutte et les maladies vénériennes,
  - contre les maux de tête,
  - contre l'hypertension,
  - contre les différents diabètes,
  - contre la fièvre,
  - contre les pertes blanches et les maladies uro-génitales.

L'utilisation la plus courante est la décoction de la plante entière. Ainsi, tout ce qui compose cette herbacée (suc, feuilles, racines) est utilisé en bain, infusion ou application.
Beaucoup de Réunionnais utilisent encore aujourd'hui les plantes médicinales pour se soigner. La flore réunionnaise leur permet de cultiver et de perpétuer ces plantes aux apports bénéfiques.
Considéré comme de la famille de l'Arnica en ce qui concerne ses vertus, en Nouvelle-Calédonie, on l'applique directement avec du sel en plus, en pansement sur les foulures ou entorses.
Pour ses actions calmantes, on retrouve l'utilisation de cette plante dans les laboratoires cosmétiques comme Clarins, qui l'utilise dans sa gamme de produits solaires.

### Sources
- Pasqual PORCEL & Céline QUONIAM (2009):Des plantes et des Hommes : Plantes aromatiques et médicinales de la Réunion, Réunion, éditions Kreotel.